# Derde Macht (Mystiek)
De Derde Macht is een van de namen die gegeven wordt aan een aantal mystieke sekten die opkwamen in het protestantisme in de Zeventiende eeuw. Het waren spiritualistisch-mystieke, internationale bewegingen rond bepaalde personen: Adam Boreel, Petrus Serrarius, Samuel Hartlib, Johann Georg Gichtel en Antoinette Bourignon. Er werd grote waarde gegeven aan de directe inwerking van de Geest in het menselijk bewustzijn. Onder de aanhangers waren veel intellectuelen, zoals Jan Swammerdam.

## Profeten
Behalve Antoinette Bourgignon waren ook Johannes Rothe, Jean de Labadie, Tanneke de Nijs en Quirinus Kuhlmann onheilsprofeten in de Lage Landen, elk met hun eigen volgelingen, die in een of andere vorm de terugkomst van de Messias aankondigden.